# Teenage Mutant Ninja Turtles III
Teenage Mutant Ninja Turtles III is een Amerikaanse film uit 1993 gebaseerd op de Teenage Mutant Ninja Turtles-stripboeken. De film is het tweede vervolgdeel op de live-actionfilm Teenage Mutant Ninja Turtles uit 1990. De film werd geregisseerd door Stuart Gillard. Hoofdrollen waren er voor Elias Koteas, Paige Turco en Stuart Wilson. De film kwam Amerika uit op 19 maart 1993 en in Nederland op 15 juli 1993. De film verscheen op dvd op 3 september, 2002.
De film is duidelijk anders dan de twee voorgangers. The Shredder en zijn Foot Clan spelen in deze film geen rol meer. In plaats daarvan reizen de Turtles naar het oude Japan waar ze een kwaadaardige Engelse handelaar bevechten om een oorlog te voorkomen. De film krijgt af en toe ten onrechte de ondertitel Turtles in Time mee.

## Verhaal
In het oude Japan vecht een man tegen een aantal andere mannen, die hem meenemen. In het heden proberen de Turtles elkaar te overbluffen met hun vechttechnieken. Raphael is echter van mening dat hij en de Turtles voor niets hebben getraind, aangezien niemand de Turtles waardeert voor wat ze doen. April O'Neil doet boodschappen met het oog op haar komende vakantie. Ze besluit de TMNT elke iets te geven om hen op te vrolijken. Michelangelo krijgt een kleurrijke lampenkap, Donatello een oude radio, Leonardo een boek over historische zwaarden en Raphael (die al weggelopen is) zou een Fedora hebben gekregen.
Voor Splinter brengt ze een oude Japanse scepter mee. In het oude Japan wordt Kenshin, de man die aan het begin van de film te zien was, door zijn vader, Daimyo Norinaga, verweten hem te schande te hebben gemaakt. Hij verlaat zijn vader en verdrijft een paar priesters uit een tempel. Daar vindt hij dezelfde scepter en leest de inscriptie voor: "Open Wide the Gates of Time". Voordat Kenshin vertrekt wordt een Britse wapenhandelaar genaamd Walker geïntroduceerd, samen met zijn helper Niles. In het heden kijkt April naar de scepter. Deze begint opeens te gloeien. Op hetzelfde moment worden April en Kenshin door de tijd geslingerd. April belandt in het oude Japan en Kenshin in het heden. Bij aankomst wordt April gevangen en opgesloten door Lord Norinaga wil dat ze zal leiden. In het heden ontmoeten de Turtles Kenshin en besluiten ook terug te gaan in de tijd om April op te halen. Ze laten Casey Jones zolang op de schuilplaats passen.
De tijdreis verloopt niet helemaal soepel. In plaats van vier priesters wisselen de Turtles van plaats met vier erewachters van Lord Norinaga. Bij hun aankomst belanden de vier dan ook op de paarden van de wachters. Michelangelo kan niet paardrijden en wordt gevangen door een bende outlaws. De scepter wordt ook door hen gestolen. De overige drie Turtles zoeken April. Ze worden aangezien voor de erewachters, en vinden de gevangenis door een van Walker’s helpers te volgen.
Na een redding waarbij ze niet alleen April maar ook een man genaamd Whit (die volgens April op Casey lijkt) redden, weten ze niet wat ze nu moeten doen. In het heden wordt Kenshin ongeduldig. Bovendien is haast geboden want over 60 uur zal het tijd-ruimte continuüm tussen de twee Scepters verbroken worden en kan niemand meer terug naar zijn eigen tijd. Casey laat Kenshin en de erewachters kennismaken met hockey. In het verleden ontmoetten de Turltes Mitsu, de leider van een opstand tegen Lord Norinaga. Ze ontdekken dat Mitsu’s dorp is platgebrand en komen te hulp. In ditzelfde dorp zit Michelangelo in de gevangenis, maar die wordt vrijgelaten door twee mannen die denken dat hij een erewachter is. Al snel blijkt niet Lord Norinaga maar Walker degene te zijn die het dorp in brand heeft gestoken. Hij deed dit om de scepter te vinden en om de oorlog tegen de daimyo verder aan te wakkeren. Walker vlucht nadat de Turtles hem confronteren.
Walker blijft deals sluiten met Lord Norinaga, die Walkers vuurwapens koopt voor zilver en zijde. Norinaga haalt een oude boekrol tevoorschijn waarop de Turtles staan afgebeeld. Hij vertelt dat jaren geleden vier “demonen” kwamen om de regering van een andere daimyo te beëindigen. Wetend dat Norinaga de Turtles vreest, verhoogt Walker de prijs van zijn vuurwapens. In het dorp lijkt Mikey een oogje te hebben op Mitsu, maar ontdekt dat ze al verloofd is met Kenshin.
Terug in het heden worden de erewachters uitgedaagd voor een hockeyspel door Casey. In het verleden krijgen Raphael en Michelangelo ruzie over de vraag of ze niet beter in het oude Japan kunnen blijven (hier worden ze immers als helden gezien). In hun ruzie breken ze de nieuwe scepter die ze kort daarvoor hadden gemaakt. Mitsu informeert hen dat Lord Norinaga nu geweren heeft dankzij Walker, en de volgende dag aan zal vallen. Yoshi, een jongen die eerder door Raphael werd gered uit een brandend gebouw, vreest dat Raphael zal sterven en bekent dat hij de echte scepter achterover had gedrukt. Voordat de Turtles iets kunnen doen wordt Mitsu gevangen door White, de man die ze eerder hadden gered samen met April. Wanneer ze haar gaan bevrijden, redden ze ook alle andere rebellen die reeds gevangen waren. Dit leidt uiteindelijk tot een massale veldslag tussen de rebellen en Norinaga’s leger. Leonardo verslaat Norinaga in een zwaardduel, maar spaart zijn leven. Wel knipt hij diens haar af (een schande voor zijn status als samurai). Walker probeert ertussenuit te glippen, maar valt door toedoen van Whit van het dak van een gebouw in zee, zijn dood tegemoet.
De Turtles zijn het er nog altijd niet over eens of ze nu wel of niet weer naar huis moeten gaan. De scepter activeert zichzelf daar de 60 uur bijna om zijn, wat de beslissing nog lastiger maakt. Uiteindelijk besluiten ze allemaal terug te gaan. In het heden breekt Michelangelo de scepter zodat deze niet meer kan worden gebruikt.

## Rolverdeling

### Acteurs
| Acteur        | Personage          |
| ------------- | ------------------ |
| Elias Koteas  | Casey Jones / Whit |
| Paige Turco   | April O'Neil       |
| Vivian Wu     | Mitsu              |
| Sab Shimono   | Lord Norinaga      |
| Stuart Wilson | Walker             |
| John Aylward  | Niles              |
| Henry Hayashi | Kenshin            |
| Mark Platt    | Leonardo           |
| Matt Hill     | Raphael            |
| Jim Raposa    | Donatello          |
| David Fraser  | Michaelangelo      |
| James Murray  | Splinter           |

### Stemacteurs
| Acteur        | Personage     |
| ------------- | ------------- |
| Robbie Rist   | Michaelangelo |
| Brian Tochi   | Leonardo      |
| Tim Kelleher  | Raphael       |
| Corey Feldman | Donatello     |
| James Murray  | Splinter      |

## Achtergrond

### Ontvangst
De film werd bekritiseerd door fans van de eerste film, die vonden dat deze film te cartoonachtig was en de plot te onrealistisch, net als de tweede film. Ook bevatte deze film de minste gevechtsscènes van alle drie de films. De Turtles hebben maar drie grote gevechten, waar van er slechts 1 is waar ze alle vier aan deelnemen. Criticus Fred Topel noemde de film een "Terrible conclusion of the trilogy." Veel fans vonden ook dat de kostuums veel minder realistisch leken dan in de vorige films.

### Filmmuziek
1. Tarzan Boy - Baltimora
2. Can't Stop Rockin' - ZZ Top
3. Rockin' Over the Beat - Technotronic Feat. Ya Kid K
4. Conga - The Barrio Boyzz
5. Turtle Jam - Loose Bruce
6. Fighter - Definition of Sound
7. Yoshi's Theme - John Du Prez
8. Turtle Power - Partners in Kryme
9. Tarzan Boy (Remix) - Baltimora
10. Rockin' Over the Beat (Remix) - Technotronic Feat. Ya Kid K

## Trivia
- Robbie Rist en Brian Tochi (die de stemmen van Michaelangelo en Leonardo deden) zijn de enige stemacteurs die in alle drie de films dezelfde personages voor hun rekening nemen.
- De scepter is waarschijnlijk een referentie naar de "Sacred Sands of Time Scepter" uit de originele Eastman and Laird's Teenage Mutant Ninja Turtles stripserie.
- Dit was de laatste Teenage Mutant Ninja Turtles film gedistribueerd door New Line Cinema.